# Дон Старк
Доналд Мартин Старк (енгл. Donald Martin Stark; Њујорк, Њујорк, 5. јул  1954), амерички је позоришни, филмски и ТВ глумац.
Познат је по улози Боба Пинциотија у ситкому Веселе седамдесете на Фокс Нетворку свих осам сезона (1998–2006) и измишљеног власника Лос Анђелес Девилса Оскара Кинкејда у ВХ1 Хит д Флор, Шта све можеш у Денверу када си мртав (1995), Звездане стазе: Први контакт (1996) и Џон Картер (2012). Такође је дао глас Винсенту у филму Отац поноса (2004–2005) и глас носорога у Спајдермену (1995–1997).